# Transitio ER1
Der Transitio ER1 ist ein vierteiliger doppelstöckiger elektrischer Triebwagen, der von Stadler Rail speziell für schwedische Verhältnisse aus der Serie Stadler KISS abgeleitet wurde. Die Fahrzeuge wurden von Transitio AB (ABTR) bestellt und werden den regionalen Verkehrsunternehmen auf Mietbasis zur Verfügung gestellt. In der 2016 erfolgten ersten Bestellung wurden die Fahrzeuge von Stadler als Dosto Mälartåg bezeichnet.

## Geschichte

### Mälardalstrafik
2016 hat Mälardalstrafik für den Regionalverkehr 33 Vierwagenzüge im Wert von etwa 3,5 Mrd. SEK bestellt, die die Bezeichnung ER1 erhielten. Vier Jahre später rief Mälardalstrafik zwölf weitere Züge ab. Eine zweite Option über 13 Züge wurde im Sommer 2025 eingelöst. Diese Züge sollen ab 2028 ausgeliefert werden.
Der erste Zug wurde am 27. Juni 2018 der Öffentlichkeit gezeigt. Während des Winters 2018/19 wurden mit dem Zug Probefahrten durchgeführt. So wurden in Kiruna Kältetests durchgeführt. Die ersten Züge wurden am 15. Dezember 2019 in Betrieb genommen.
Mälardalstrafik setzt die Züge auf den Strecken Örebro–Eskilstuna–Stockholm–(Uppsala) (Svealandsbanan), Hallsberg–Katrineholm–Stockholm (Sörmlandspilen), Norrköping–Nyköping–Stockholm (Nyköpingsbanan) und Sala–Västerås–Eskilstuna–Katrineholm–Linköping (UVEN – Uppsala, Västerås, Eskilstuna und Norrköping) ein.

### Upplands lokaltrafik
Zur Verstärkung des Fahrzeugbestandes von Upptågstrafiken hat Kollektivtrafiknämnden (Behörde für öffentliche Verkehrsmittel) in der Region Uppsala am 15. Mai 2017 beschlossen, acht Doppelstockzüge für 848 Mio. SEK zu beschaffen. Auf der Sitzung des Regionalrats am 27. September 2017 wurde der Vorschlag mit einer Option für die Beschaffung weiterer acht Züge bestätigt und der Regionalrat beauftragte den Regionalvorstand (Regionstyrelsen), eine Vereinbarung über die Anmietung von acht Zügen zu unterzeichnen. Die Züge wurden im Februar 2018 von Transitio beim Hersteller bestellt. Transitio unterzeichnete dabei eine Option auf weitere Bestellungen von insgesamt 110 Zügen. Stadler wird für diesen Auftrag schwedische Subunternehmer wie Icomera AB (Internet innerhalb der Züge), Kockum Sonics AB (Schallgeber), ÅF-Infrastructure AB (Systemtechnik) und Hök Instrument AB (Sensortechnik) einbeziehen. Die ersten Züge wurden am 14. Dezember 2019 in Betrieb genommen. Alle Züge wurden im Sommer 2020 planmäßig ausgeliefert. Diese lösen die älteren Bombardier-Regina-Züge X52 auf der Strecke Uppsala–Tierp/Gävle nach Tierp und Gävle ab, die im Regelbetrieb auf der Strecke Uppsala–Sala und nur noch als Verstärkerzüge nach Tierp und Gävle verkehren.
Mit Ablauf des Fahrplanjahres 2021 soll Upptåget Teil von Mälartåg werden. Dies sieht ein Vertragsentwurf zwischen der Region Uppsala und Mälardalstrafik AB vor. Upptåget mit den Strecken Uppsala–Gävle und Uppsala–Sala soll in das neue Verkehrssystem integriert werden. Dies bedeutet, dass die Züge der Strecke Sala-Uppsala  in den Verkehr Sala–Västerås–Eskilstuna–Norrköping–Linköping integriert werden. Der Abschnitt Uppsala–Gävle wird hauptsächlich von den neuen ER1-Zügen befahren, während Uppsala–Sala–Linköping mit den Regina-Zügen betrieben wird. Die Region Uppsala wird dazu die acht ER1- sowie fünf Regina-Züge für Mälardalstrafik bereitstellen.

### Tåg i Bergslagen
Weitere 7 Vierwagenzüge beschaffte Transitio im Sommer 2021 für Tåg i Bergslagen.

## Technik
Die ER1 haben eine zugelassene Höchstgeschwindigkeit von 200 km/h, eine Leermasse von 232 Tonnen sowie 333 Sitzplätze in einer Einheitsklasse auf zwei Stockwerken. Dies entspricht einer Leermasse von knapp 700 kg sowie Investitionskosten von rund 318.000 SEK pro Sitzplatz. Die Gesamtlänge eines Zuges über die Aufprallflächen ist 104,81 Meter.
Die Fahrzeugbreite beträgt 292 cm, der Sitzabstand 85 cm. Dieser wurde nach unter dem Komfortgesichtspunkt für eine Reisezeit von bis zu zwei Stunden ausgelegt. Die Wagenkästen wurden in Integralbauweise aus Aluminium-Profilen hergestellt. Die Antriebsausrüstung wurde redundant aufgeteilt auf drei Teile ausgelegt. Sie bestehen aus Trockentransformatoren und IGBT-Stromrichtern. Die maximale Achslast beträgt 20,9 Tonnen, die Mittelwagen sind 24,97 Meter lang.
Die Züge besitzen eine spezielle  Winterausrüstung, die auf die schwedischen Bedingungen zugeschnitten ist. Die Züge sind für Temperaturen bis minus 40 Grad und Schneehöhen bis 800 mm auf den Gleisen ausgelegt. Sie besitzen doppelwandige Wagenübergänge, Schienenräumer, Fußboden- und Seitenwandheizungen und eine speziell angepasste Isolierung. In jedem Triebzug finden 357 Fahrgäste Platz: 333 verstellbare Sitze mit individuellen Leseleuchten und Zweifachsteckdosen sowie 24 Klappsitze sind vorhanden. Koffer und Taschen in Handgepäckgröße lassen sich unter den Sitzen verstauen. Für mehr Komfort sorgen die vergrößerten Abmessungen der Züge, die 120 mm breiter und 100 mm höher als früher gelieferte DOSTO-Modelle für Mitteleuropa sind.
Bis zu vier Triebzüge können in Mehrfachtraktion verkehren.